# Stor-Rörtjärnen (Ströms socken, Jämtland)
Stor-Rörtjärnen är en sjö i Strömsunds kommun i Jämtland och ingår i Ångermanälvens huvudavrinningsområde. Sjön har en area på 0,0982 kvadratkilometer och ligger 480 meter över havet.

## Delavrinningsområde
Stor-Rörtjärnen ingår i det delavrinningsområde (711319-145673) som SMHI kallar för Utloppet av Stor-Rörtjärn. Medelhöjden är 545 meter över havet och ytan är 3,82 kvadratkilometer. Det finns inga avrinningsområden uppströms utan avrinningsområdet är högsta punkten. Vattendraget som avvattnar avrinningsområdet har biflödesordning 4, vilket innebär att vattnet flödar genom totalt 4 vattendrag innan det når havet efter 240 kilometer. Avrinningsområdet består mestadels av skog (93 procent). Avrinningsområdet har 0,1 kvadratkilometer vattenytor vilket ger det en sjöprocent på 2,5 procent.